# La Benauge
Pour les articles homonymes, voir Benauge.

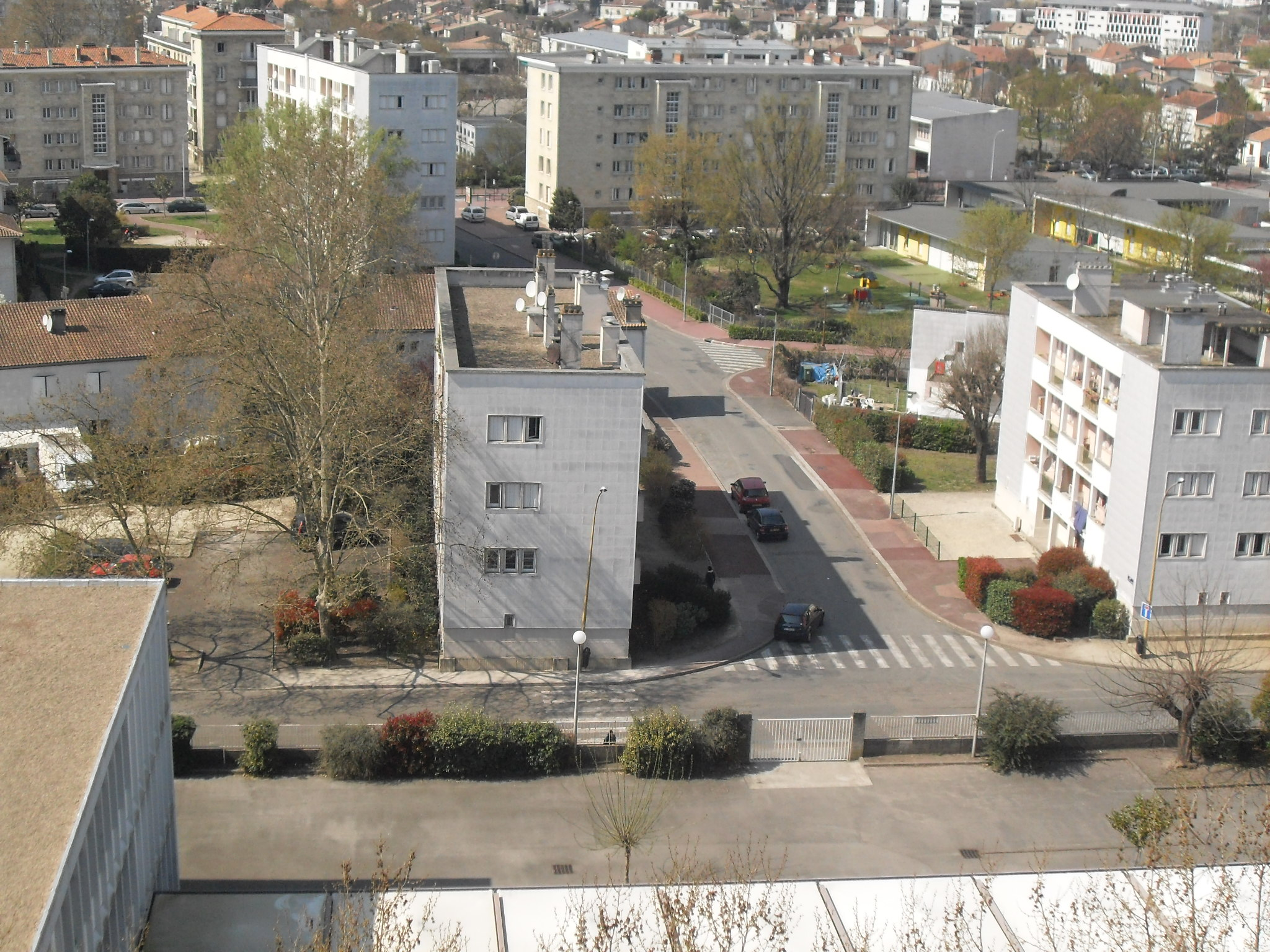
Vue depuis le collège Jacques Ellul sur les constructions disparates de la Benauge. Dans l'angle supérieur gauche de la photo on aperçoit deux des dix immeubles de pierre avec toiture de tuiles créés par Paul Volette à la cité Pinçon.

La Benauge est un quartier résidentiel de Bordeaux situé dans le quartier de La Bastide, sur la rive droite de la Garonne. Officiellement, le quartier fait partie de la subdivision de La Bastide.

## Localisation et accès
La Benauge est localisée à l'est du quartier bordelais de La Bastide, sur la rive droite de la Garonne, entre la rue du Petit-Cardinal, le boulevard Jules-Simon, la rue de la Benauge, le boulevard Joliot-Curie, la rue du professeur Lambinet et la rue Jacques-Rivière. Le quartier est accessible depuis Bordeaux par le pont Saint-Jean ou le pont de Pierre, depuis Lormont, Cenon et Floirac, par l'avenue Thiers ou le boulevard Joliot-Curie ainsi qu'avec la ligne A du tramway de Bordeaux (arrêt Galin), les bus TBM (lignes 10, 45 et 80) et les vélos VCUB (parc Galin et Le Rouzic).

## Historique

### Contexte
L'important développement industriel du quartier de La Bastide, qui suit son annexion par la ville de Bordeaux en 1865, conjugué à la crise du logement, liée l'exode rural et à la nécessité de la reconstruction après la Seconde Guerre mondiale, conduisent la municipalité à envisager des opérations de création de logements sur la rive droite de la Garonne.
Dès le Moyen Âge un habitat se développe autour du port de Trégey et de l'ancienne route de Paris devenue la rue de la Benauge. Le percement de la future avenue Thiers dans le prolongement du pont de pierre s'accompagne de l'urbanisation de son tracé et l'habitat ouvrier se développe entre la grande artère et les quais et autour de la gare d'Orléans, au plus près des lieux de travail. Les premières habitations à bon marché voient le jour rue Jean Dollfus et cité Paul Boncour à la fin des années 1920. Jusqu'aux coteaux de Lormont et Cenon la palus de Queyries et au-delà, vers Floirac, est essentiellement plantée de vignes. Les domaines et quelques fermes constituent un habitat diffus. Il y a donc peu de logements mais beaucoup d'espace.

### Construction
Jules Pinçon, entrepreneur en maçonnerie, constructeur avec ses frères de nombre de maisons de la Bastide, possède, en son domaine de la Galoche, un pré d'une vingtaine d'hectares, en face de la Laiterie de la Benauge (future usine Cacolac), à l'extrémité nord-est de la rue du même nom, pré qu'il envisage de lotir dès 1932. Le projet est repris et assorti d'un terrain de jeux par Jacques D'Welles en 1941. Interrompu par la guerre le projet « Pinçon » ne voit encore pas le jour.
Paul Volette,, architecte en chef de la ville, lui donne vie en 1946. Sur un plan de masse élaboré par Jean Royer, architecte-urbaniste pour la ville de Bordeaux, dix immeubles disposés en « peigne », dents orientées vers l'ouest, sont érigés sur le « pré Pinçon » à partir de 1948. Volette n'est pas un moderniste. Ou du moins sa « modernité » quelque peu nostalgique de l'Art déco est-elle « tempérée » par l'emploi de matériaux traditionnels et par l'expression d'une architecture régionaliste. Il conçoit des immeubles d'une hauteur modeste de cinq étages en pierre de taille, posés sur un soubassement à bossages et couverts d'un toit de tuiles à quatre pentes. Les pignons et les façades orientés vers l'ouest sont aérés par des loggias dont la rondeur est contredite par des piliers carrés. L'orientation et la disposition sans ombre portée des dix bâtiments permet un ensoleillement maximal des 192 appartements,.
La réalisation répond au vœu des hygiénistes mais la densité est trop faible et les consignes du ministre de la Reconstruction Eugène Claudius-Petit sont claires : l'heure est à la construction de masse. La première urgence est la lutte intensive contre les taudis dont l'air vicié empoisonne encore les enfants de plus de 6 000 familles bordelaises : il faut construire rapidement 10 000 logements. Le ministre impose l'équipe parisienne de l'architecte monumentaliste et premier grand prix de Rome Jacques Carlu aux urbanistes bordelais pour optimiser l'opération lors d'une deuxième tranche dont la réalisation est décidée dès 1949,.
La réalisation majeure de Carlu est ici l'inscription, dans le plan de masse initial, de deux immeubles de dix étages, une première à Bordeaux, en guise de clôture, face aux bâtiments de la première tranche, de ce qui va devenir le parc de la cité Pinçon. L'esprit en est cette fois résolument moderniste, conjuguant la verticalité blanche des dix étages à l'horizontalité des longues baies interrompue par les balcons superposés et par la trouée des porches permettant l'accès au jardin. Le matériau est moins noble, plus économique, plus léger : béton armé et pouzzolane. Les toits-terrasse sont aménagés d'équipements collectifs fonctionnels (séchoir à linge). L'ensemble est complété par une série de bâtiments de moindre hauteur, des plots de quatre étages placés perpendiculairement à l'avant des deux précédents, d'autres bâtiments de cinq étages et des maisons d'un étage disséminées à l'arrière des immeubles de Volette, portant le parc de logements à un total de 600,,.
Le Ministère de la Reconstruction et de l'Urbanisme réalise sur l'opération un film documentaire de propagande diffusé aux actualités et dans les points d'information ouverts à cet effet.
Ce qui va faire de cet ensemble dont prendront possession les 3 000 locataires à partir 1955, bien au-delà d'une cité-jardin, une ville verte dans l'esprit de Le Corbusier, ce sont les équipements collectifs imaginés par les urbanistes bordelais et placés dans l'axe opposé, en périphérie du jardin, et donc accessibles aux usagers extérieurs, avec au nord un groupe scolaire et au sud une salle de sports. La piscine ("Galin") prévue dans le plan sera construite dans un troisième temps mais crèche, centre social et salle des fêtes sont également au programme,.
Un programme que Jacques Chaban-Delmas a la fierté de présenter le 26 mars 1960 à Nikita Khrouchtchev,,,, lors de sa visite en France qui fait suite à sa visite aux États-Unis. Le journal Le Monde rebaptise à cette occasion le quartier de la Benauge « Manhattan-sur-Garonne » : « De loin, avec ses blocs tout blancs, ses tours gratte-ciel, elle ressemble à un gigantesque jeu de clames. De près, c'est Manhattan sur les bords de la Garonne. Des gazons, des trottoirs, des piscines, un groupe scolaire, des installations sportives, et là-dedans plus de trois mille personnes vivant dans un bain d'air et de lumière et dans des conditions de confort dignes de notre temps »,,.

## Culture et loisirs
Dans le quartier de la Benauge, il y a la crèche municipale, la bibliothèque de la Bastide, la salle Jean-Dauguet où plusieurs sports sont pratiqués. Il y a aussi la piscine Galin et le collège Jacques Ellul qui  participe, avec le Club des Girondins de Bordeaux Bastide HBC, à la classe de handball. Le « terrain du petit cardinal » se situe juste à côté du collège Jacques Ellul : les enfants peuvent y jouer au football. Il y a également le gymnase Thiers qui a été construit en 1974.
Depuis 2010, le festival Clair de Bastide a lieu. Ce festival de danse accueille plusieurs personnes de tout âge, il se déroule au centre d'animation Benauge.

## Rénovation
Une partie de La Benauge est intégrée au sein du quartier prioritaire « Benauge-Henri Sellier-Léo Lagrange » avec 3 370 habitants en 2018. Il a ainsi pour ambition de changer le paysage : démolition de bâtiments pour avoir plus d'espace d'habitation,.
Les bâtiments les moins confortables seront détruits en particulier la barre qui longe la rue Recteur Thamin. Un pôle culturel sera construit dans des rues refaites, le quartier de la Benauge va se transformer d'ici 2020. Le projet est de construire des logements confortables en passant de 500 à 700 appartements. On y trouvera des logements sociaux à côté de logements étudiants.

## Les habitants et les métiers d'autrefois
On trouvait auparavant à la Benauge des dockers qui sont des personnes qui déchargent les bateaux ainsi que des pêcheurs de morue et de poisson. Les maçons et les rémouleurs sont d'autres métiers que l'on pouvait exercer à la Benauge. Il y avait aussi des  vignerons et des bergers. La chasse et la pêche faisaient partie de la vie courante. Honoré Picon, l'inventeur du célèbre apéritif Picon, avait sa propre usine à la Benauge. Il fut maire de Carignan, conseiller général et président de plusieurs sociétés sportives. Il y avait des musiciens de rue (Les Poupelins de la Bastide par exemple). Fin 2009, la population est de 14 379 habitants à la Benauge.